# Sandra Aguilar
Sandra Aguilar Navarro (Pinto, 9 agosto 1992) è una ginnasta spagnola medaglia d'argento nel concorso a squadre alle Olimpiadi di Rio de Janeiro 2016; nella sua carriera vanta inoltre due titoli mondiali nella specialità delle 10 clavette.

## Biografia
Aguilar ha iniziato a praticare la ginnastica ritmica all'età di cinque anni. All'età di nove anni vince il suo primo campionato spagnolo di categoria gareggiando da individualista. In seguito inizia a dedicarsi al concorso a squadre e nel settembre 2012 entra a far parte della nazionale spagnola juniores. 
Dal 2007 passa alla squadra senior, sebbene rientrerà stabilmente tra le titolari della Spagna a partire dal 2009. Partecipa ai suoi primi campionati mondiali in occasione di Mie 2009 e fa parte della selezione spagnola che si piazza al quarto posto alle Olimpiadi di Londra 2012. Si laurea campionessa del mondo nelle 10 clavette ai campionati di Kiev 2013, confermando il titolo nella stessa specialità ai successivi Mondiali di Smirne.
Alla sua seconda partecipazione a una Olimpiade, Sandra Aguilar vince la medaglia d'argento piazzandosi con la Spagna al 2º posto ai Giochi di Rio de Janeiro 2016.

## Palmarès
- Giochi olimpici

Rio de Janeiro 2016: argento nella gara a squadre.
- Campionati mondiali di ginnastica ritmica

Kiev 2013: oro nelle 10 clavette, bronzo nelle 3 palle / 2 nastri.
Smirne 2014: oro nelle 10 clavette.
Stoccarda 2015: bronzo nell'all-around.
- Campionati europei di ginnastica ritmica

Baku 2014: bronzo nelle 10 clavette.
Holon 2016: argento nelle 6 clavette / 2 cerchi, bronzo nei 5 nastri.